# Spontane dissectie van de kransslagader
Een spontane dissectie van de kransslagader (Engels: spontaneous coronary artery dissection of SCAD) is een zeldzame, soms fatale traumatische aandoening van de kransslagader van het hart.
In de kransslagader ontwikkelt zich een scheur in de binnenste laag van het vat (tunica intima), waardoor bloed tussen de lagen stroomt, wat de wanden uit elkaar dwingt. Mogelijk ontstaan hierdoor vernauwingen of bloedstolsels tussen de tunica intima en de tunica media. De symptomen lijken vaak op die van een hartinfarct. De diagnose vindt over het algemeen door middel van een katheterisatie plaats.
De oorzaak van SCAD is niet bekend. Uit recent onderzoek blijkt dat 70 à 90% van de SCAD-patiënten een bindweefselaandoening heeft genaamd FMD (fibromusculaire dysplasie). Er zijn ook aanwijzingen dat de kwaal gerelateerd kan zijn aan vrouwelijke hormonen (80% van de patiënten is van het vrouwelijk geslacht), waarbij de meeste gevallen na een bevalling en rond de menopauze lijken te ontstaan. Ook zijn er aanwijzingen dat factoren als hypertensie, intensieve sportbeoefening en andere bindweefselaandoeningen van invloed zijn.